# Setnakhte
Setnakhte (hay Setnakht, Sethnakht), là vị pharaon đầu tiên và là người sáng lập ra Vương triều thứ 20, vương triều cuối cùng của thời kỳ Tân vương quốc Ai Cập.

## Thân thế
Setnakhte không có bất cứ mối quan hệ nào giữa 2 vị pharaon tiền nhiệm là Siptah và Twosret. Ông có thể đã chiếm ngôi trong khi đất nước Ai Cập rơi vào khủng hoảng và bất ổn chính trị; hoặc ông đã lấy một nữ nhân trong hoàng gia để lên ngôi một cách thức.
Tiy-Merenese là hoàng hậu duy nhất của ông, bà có thể là con gái của Merneptah. Setnakhte và Tiy đã có với nhau một con trai, về sau lên ngôi trở thành Ramesses III.

## Trị vì
Setnakhte cai trị trong vòng 3 năm, bằng chứng là năm thứ hai của ông được đánh dấu trên một tấm bia đá ở Elephantine và năm thứ 3 được khắc trên một đoạn văn tự cổ tại Sinai. Nhà nghiên cứu Peter Clayton cũng cho rằng Setnakhte ở ngôi được 3 năm.
Tuy nhiên vào tháng 1/2007, tờ báo Al-Ahram đã đưa tin, các nhà khoa học đã tìm được một tấm bia của "Tư tế cấp cao của Amun" tên Bakenkhunsu có đánh dấu năm trị vì thứ tư của ông. Báo viết rằng:
"Theo những thông tin mới được cung cấp trên tấm bia, niên đại của Setnakhte chắc chắn kéo dài 4 năm, và có thể nhiều hơn [một ít] nữa..."
Zahi Hawass, Tổng thư ký Hội đồng Tối cao Khảo cổ học, tuyên bố khám phá này là một trong những phát hiện quan trọng nhất vì nó "điều chỉnh lại lịch sử của triều đại thứ 20 và biết thêm về cuộc đời của Bakenkhunsu".
Tuy nhiên, con số 4 năm mà báo Al-Ahram đưa ra lại không thể phủ nhận được thực tế là Setnakhte chỉ cai trị trong 3 năm (chứ không phải 4), bởi vì năm cai trị thứ nhất của ông không xuất hiện tại bất cứ đâu. Vào ngày 10 Shemu năm 2, tấm bia Elephantine có ghi rằng: "Không có kẻ thù nào dám chống lại ngài trên khắp mọi vùng đất". Điều này có nghĩa là Setnakhte đang có một cuộc đấu tranh để giành ngai vàng, có thể là với nữ hoàng Twosret. Từ đó làm dấy lên nghi vấn rằng, năm cuối trị vì của Twosret cũng là năm đầu tiên làm vua của Setnakhte. Thực tế, trong bất kỳ sự chuyển giao quyền lực nào giữa các triều đại, luôn có ít nhất 1 năm mà Ai Cập không được kiểm soát bởi bất kỳ một vị vua nào, và vì thế niên đại của Setnakhte sẽ giảm từ 4 thành 3 năm.

## Qua đời

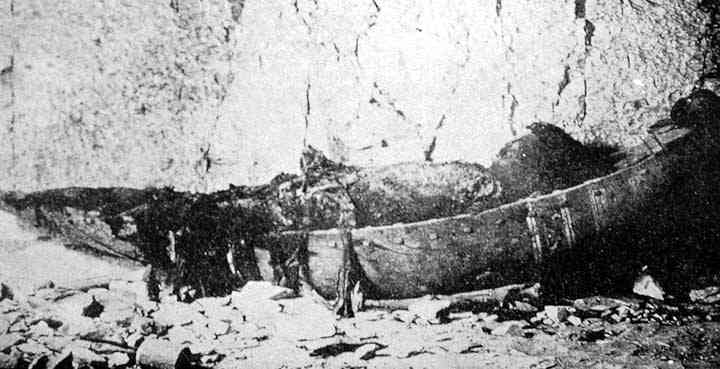
"Xác ướp trên thuyền" trước khi bị mất

Sau khi băng hà, Setnakhte được chôn cất tại ngôi mộ KV14, vốn ban đầu dành cho nữ hoàng Twosret, nhưng bị chiếm bởi Seti II. Setnakhte lại tái chiếm ngôi mộ cho riêng mình. Tuy nhiên, xác ướp của ông không bao giờ được tìm thấy, mặc dù có một xác ướp với tên gọi "Xác ướp trên thuyền" tại KV35 được cho là của ông. Xác ướp sau đó đã bị hủy hoại vào năm 1901, vĩnh viễn không phân tích được nữa.

## Công trình
Theo tư tế Bakenkhunsu, Setnakhte đã cho xây đền thờ Amun-Ra tại đền Karnak, và được hoàn thiện dưới thời con trai ông Ramesses III. Ông cũng cho xây dựng ngôi mộ KV11 cho mình, nhưng phải dừng lại vì những tên trộm mộ đã viếng thăm KV10, nơi an táng Amenmesse Vương triều thứ 19. KV11 sau đó được tiếp tục được hoàn công và dành cho Ramesses III.

## Cuộn giấy Papyrus Harris
Cuộn giấy Papyrus Harris được viết vào thời của Ramesses III, trong đó có nhắc đến sự lên ngôi của Setnakhte, được James Henry Breasted dịch vào năm 1906:
"Vùng đất Ai Cập đã bị lật đổ từ bên ngoài, người dân bị tước quyền, họ không có tiếng nói trong nhiều năm. Ai Cập nằm dưới sự cai quản của những kẻ thống trị tàn bạo; một tên đã giết những người xung quanh. Những lần khác, Irsu (người tự phong), người Syria, cùng với đám thủ lĩnh khác, đã đi cướp bóc người dân. Họ không cho cúng tế các vị thần, xem họ như người phàm.
Nhưng khi các vị thần đem đến hòa bình, đặt vương quốc vào trật tự như trước đây, họ đã gửi người con trai của họ, người bước ra từ vầng hào quang, trở thành người cai trị, Ankh wedja seneb, mọi vùng đất, lên ngai vàng, Userkhaure-setepenre-meryamun, Ankh wedja seneb, con trai của Ra, Setnakht-merire-meryamun, Ankh wedja seneb. Ngài là Khepri-Set, khi ngài nổi giận, ngài sắp đặt lại mọi vùng đất, cho giết những kẻ nổi loạn, làm trong sạch ngai vàng Ai Cập, cai trị hai vùng đất trên ngai vàng của Atum. Ngài đương đầu với những người phản bội. Ngài cho xây dựng các đền đài linh thiêng, dâng tế phẩm cho họ theo những quy định của họ."